# Красноармейский проспект (Барнаул)
Красноарме́йский проспе́кт — одна из центральных улиц Барнаула.
Проспект проходит по Железнодорожному и Центральному районам города, от автомобильного моста через Барнаулку перед Нагорной частью, в северо-западном направлении и заканчивается пересечением с проспектом Строителей у площади Победы. Длина улицы — 3 км, а ширина — 20 метров. Трамвайные пути проложены на всем протяжении проспекта.

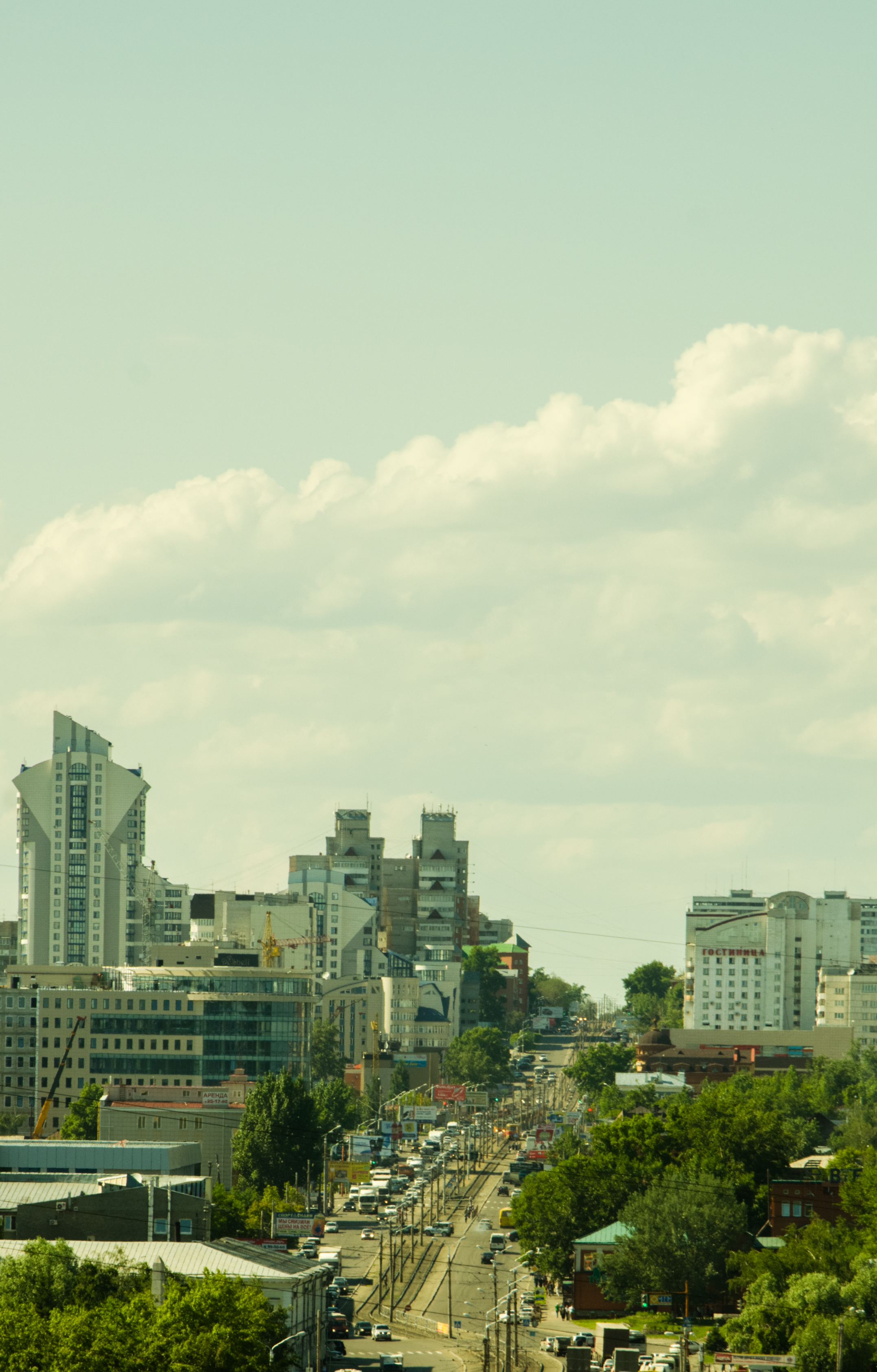
Вид на Красноармейский проспект со стороны горы.

От своего начала до улицы Молодёжной, проспект пересекает 3 надпойменные террасы Барнаулки, круто поднимаясь в сторону площади Победы и сменяя абсолютные высоты над уровнем моря от 137 до 185 м. Рельеф местности — дюнно-грядовый, сложенный эоловыми песками.

## История

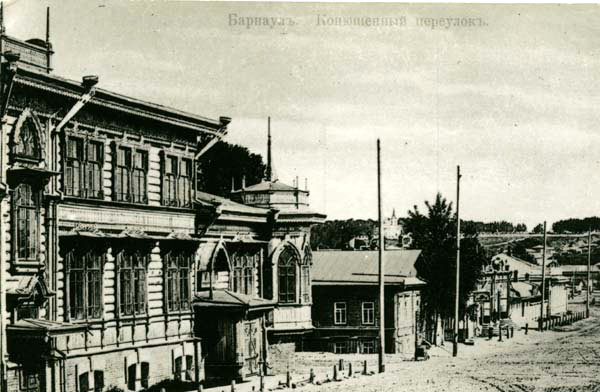
Конюшенный переулок. Открытка начала XX века.

Красноармейский проспект — одна из самых старых улиц города, он появился ещё в XVIII веке и до 1921 года носил название Конюшенного переулка. От Демидовской площади до улицы Пролетарской проспект частично проходит историческую часть Барнаула.
В советское время на проспекте появились панельные 9-этажные жилые дома и «хрущевки». А также здание издательства «Алтапресс», гостиница «Турист», главный корпус Алтайского аграрного государственного университета, кинотеатр «Первомайский». Сегодня в застройке Красноармейского проспекта преобладает тенденция высотного многоэтажного домостроения. Завершено строительство ночного клуба «Колизей», торговых центров «Вавилон», «Сити-центр», «Идеал», «Демидовский», «Первомайский».
Реконструировано здание бывшей заводской богадельни — теперь здесь один из магазинов торговой сети «Мария-Ра». От улицы Молодёжной до улицы Партизанской на нечетной стороне проспекта выросли несколько кварталов высотной застройки.
В 2007 году проведён капитальный ремонт проспекта на участке от площади Победы до Партизанской ул. Было отремонтировано около 4 км дороги, уложено новое покрытие (38 тыс. м² асфальтобетона), заменен бордюрный камень, установлены новые знаки. В этом же году построено административно-общественное здание, часть комплекса «Анастасия», которое стало самым высоким (86 м) в городе, и единственным 24-этажным зданием в Сибири.

## Памятники архитектуры и истории

### Памятники федерального значения
- Ансамбль горнозаводской Демидовской площади — Горный госпиталь, заводская богадельня, Горное училище, обелиск в честь 100-летия горного производства на Алтае (1819—1862), архитекторы А. И. Молчанов, Л. И. Иванов, Я. Н. Попов, И. Н. Шрейбер, И. М. Злобин — Красноармейский просп., 9 19, 21.

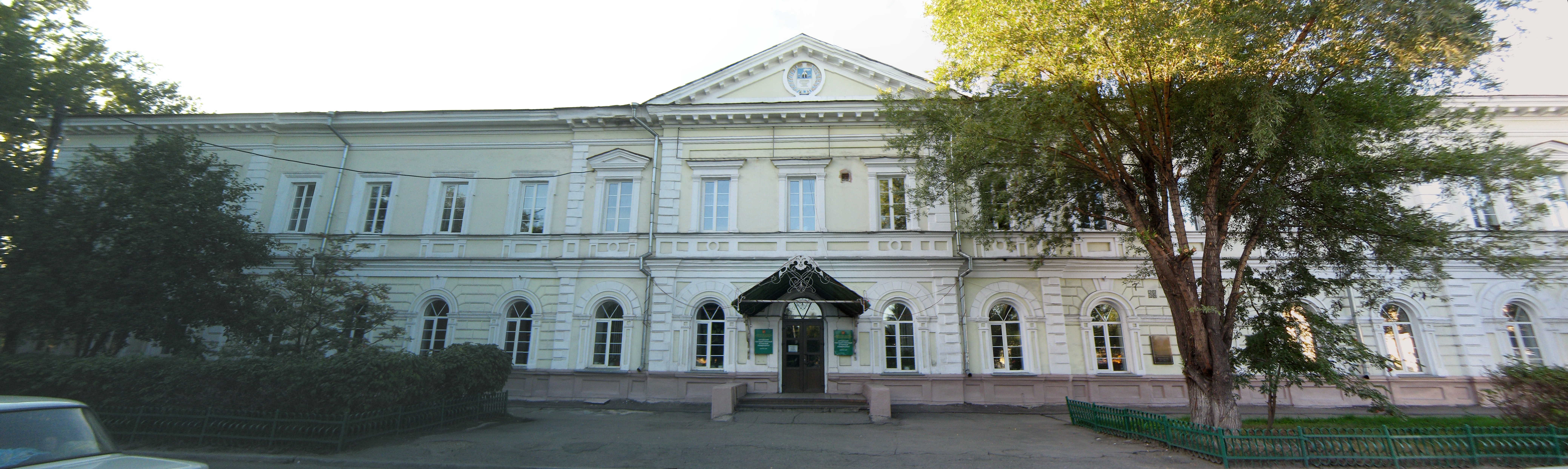
Горное училище

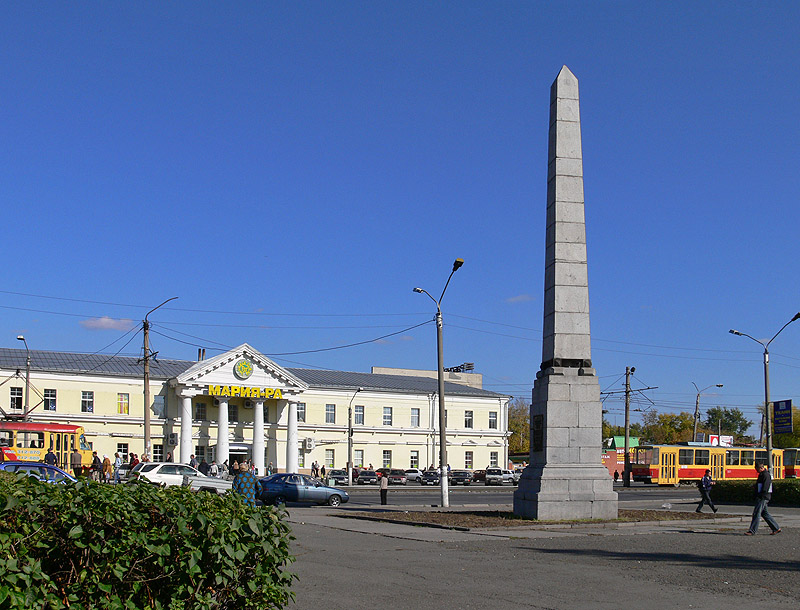
Демидовская площадь. «Демидовский столп» и бывшее здание богадельни (ныне супермаркет «Мария-Ра».

### Памятники краевого значения
- Гимназия М. Ф. Будкевич (1905) — Красноармейский просп., 14.

### Прочие памятники

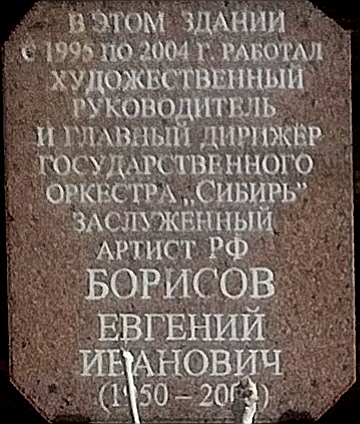
Памятная таблица на фасаде дома № 28, Красноармейский проспект

- Здание искусственных, минеральных и фруктовых вод (конец XIX века) — Красноармейский просп., 10.
- Жилые дома и усадьбы (начало XX века) — Красноармейский просп., 16, 32.
- Здание медико-социальной экспертизы (1950-е годы) — Красноармейский просп., 46.